# كلايف بانكر
كلايف بانكر (بالإنجليزية: Clive Bunker)‏ هو طبال بريطاني، ولد في 30 ديسمبر 1946 في لوتن في المملكة المتحدة.

## وصلات خارجية
- كلايف بانكر على موقع IMDb (الإنجليزية)
- كلايف بانكر على موقع ميوزك برينز (الإنجليزية)
- كلايف بانكر على موقع أول ميوزيك (الإنجليزية)
- كلايف بانكر على موقع ديسكوغز (الإنجليزية)